# Carl Adolph Raben
Carl Adolph Raben (27. oktober 1744 – 7. november 1784) var gehejmeråd og amtmand, bror til Caroline Agnese, Siegfried Victor og Otto Ludvig Raben.
Raben var søn af gehejmeråd Christian Frederik Raben, var født 27. oktober 1744, blev 1760 kammerjunker, 1765 auskultant i Rentekammeret, 1766 kammerjunker hos dronning Caroline Mathilde, 1768 kammerherre, 1774 hofmarskal hos Arveprins Frederik, 1775 Ridder af Dannebrog, 1779 gehejmeråd, 1780 amtmand over Antvorskov og Korsør Amter, 1781 over Sorø og Ringsted Amter samt overhofmester ved Sorø Akademi, tog på grund af svagelighed sin afsked 1784 og døde 7. november samme år. Raben havde 1775 tilkøbt sig Næsbyholm og Bavelse godser.
Gift 28. september 1776 med Dorothea Magdalene von Buchwald (f. 1. Juni 1757 d. 3. Nov. 1799), datter af kammerherre, landråd Caspar von Buchwald til Pronstorff.